# Olofstorp
Olofstorp är en tätort och stadsdel i primärområdet Bergum, tillhörande stadsområde Nordost, i nordöstra delen av Göteborgs kommun. Norr om orten går länsväg 190 och genom samhället rinner Lärjeån. Stadsdelen har en areal på 1 819 hektar.

## Historia
Olofstorp var åren 1900–1967 ett stationssamhälle (med namnet Olovstorp) längs Västergötland–Göteborgs Järnvägar mellan Göteborg och Gårdsjö. I Olofstorp finns en lanthandel som byggdes 1929 och byggdes om och till på 1970-talet, och ägs av Handlar'n. Bergums skola i centrala delen av orten byggdes 1916–1918. Muraren Erik Olsson gavs ansvaret för hela bygget och upphöjdes därmed till byggmästare. Den titeln använde han sällan själv, men han kom att bygga många villor i Olofstorp. Skolbyggnaden togs ur bruk 1978 och revs så småningom för att ge plats åt nya, moderna byggnader. Ett flertal byggnader har genom åren tillkommit på den utvidgade skoltomten. Högstadiedelen byggdes 2003–2004. Förskolan vid sidan av järnvägsstationen stod klar 1976 med 4 avdelningar, "sågverket", "Nya varvet", "godisbutiken" och "myrstacken" och fick namnet "Knattegården". Namnet används fortfarande men förskolan heter formellt "Förskolan Lerumsvägen 31". Sedan 1967 finns SMU-scouter i Bergums missionskyrkas regi. 

### Befolkningsutveckling
| Befolkningsutvecklingen i Olofstorp 1960–2020 | Befolkningsutvecklingen i Olofstorp 1960–2020 | Befolkningsutvecklingen i Olofstorp 1960–2020 | Befolkningsutvecklingen i Olofstorp 1960–2020 | Befolkningsutvecklingen i Olofstorp 1960–2020 |
| --------------------------------------------- | --------------------------------------------- | --------------------------------------------- | --------------------------------------------- | --------------------------------------------- |
|                                               |                                               |                                               |                                               |                                               |
| År                                            |                                               |                                               | Folkmängd                                     | Areal (ha)                                    |
| 1960                                          | 1960                                          |                                               | 411                                           |                                               |
| 1965                                          | 1965                                          |                                               | 757                                           |                                               |
| 1970                                          | 1970                                          |                                               | 716                                           |                                               |
| 1975                                          | 1975                                          |                                               | 716                                           |                                               |
| 1980                                          | 1980                                          |                                               | 722                                           |                                               |
| 1990                                          | 1990                                          |                                               | 1 344                                         | 193                                           |
| 1995                                          | 1995                                          |                                               | 1 726                                         | 221                                           |
| 2000                                          | 2000                                          |                                               | 2 144                                         | 231                                           |
| 2005                                          | 2005                                          |                                               | 2 783                                         | 241                                           |
| 2010                                          | 2010                                          |                                               | 3 378                                         | 251                                           |
| 2015                                          | 2015                                          |                                               | 3 746                                         | 335                                           |
| 2020                                          | 2020                                          |                                               | 4 146                                         | 333                                           |
| Anm.: sammanvuxen med Torvhög 2015            |                                               |                                               |                                               |                                               |

## Samhället

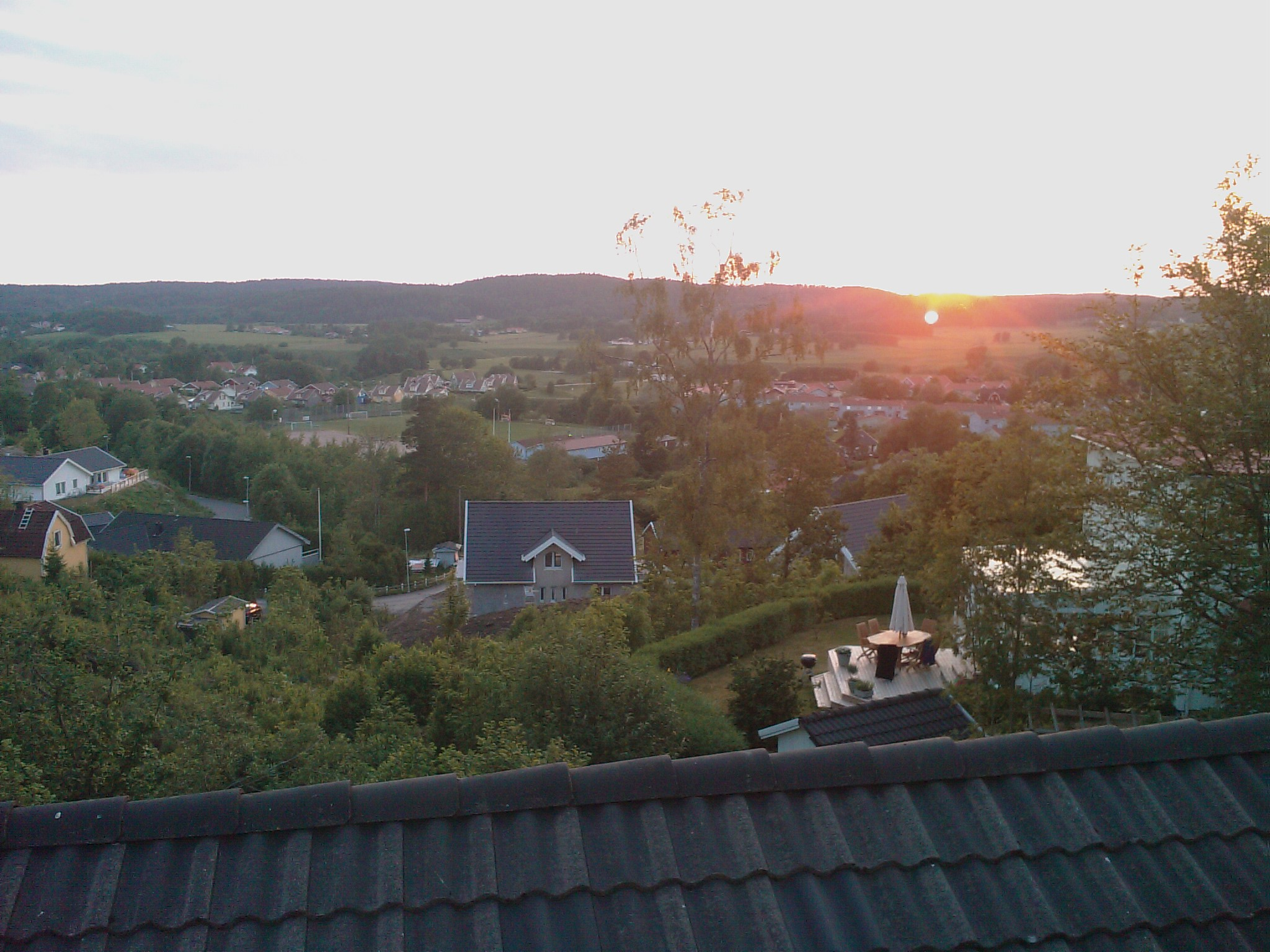
Vy över Olofstorp.

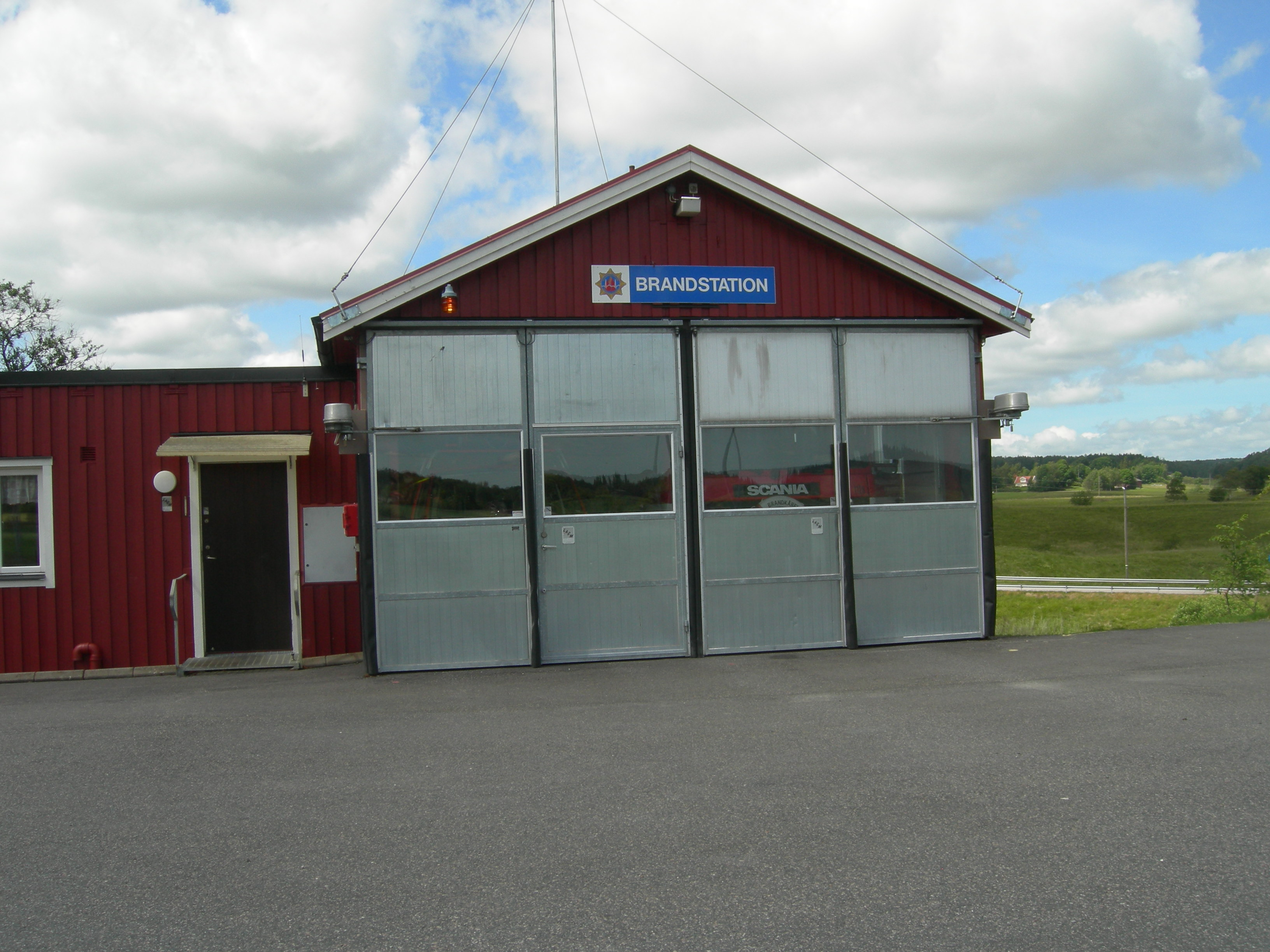
Olofstorps brandstation.

I västra Olofstorp finns Bergums IF, en idrottsförening med i huvudsak fotboll med två planer och innebandy med en idrottshall samt Solängens äldreboende som startade 1976. Olofstorp har även en bygdegård, Bergumsgården, en brandstation invigd 1942, samt ett hembygdsmuseum i gamla stationsbyggnaden.

### Bostadsområden
I Olofstorp finns flera bostadsområden:
- Aronsberg ett område i västra delen av tätorten med 36 villor varav merparten är i trä och nybyggda. Området har ursprungligen fått sitt namn från ett torp i närheten vid namn Aronsberg, som brukades omkring sekelskiftet 1800–1900 av en hemmansägare vid namn Aron Johansson. Torpet finns kvar idag och har en egen väg med samma namn. Genom området löper Aronsbergsvägen som från början bestod av den skogsväg (Aronsberg) som leder upp till det intilliggande torpet.[källa behövs]
- Bergkulla ett område i östra tätorten med 108 villor varav 6 är i trä/eternit och byggda på 1920–1930-talen, två i tegel byggda på 1960- och 1970-talet och resten i trä och uppförda slutet på 1990-talet och 2000-talet. I området låg tidigare ett cementgjuteri som revs i maj 2008 och har nu gjort plats för ett bostadsrättsområde. Genom området löper Bergkullavägen (tidigare Verkstadsvägen), Lilla Bergkullavägen, Småkulla gärde och Småkulla hage. Del av Småkullevägen (se Småkulla) ingick enligt Lantmäteriverket tidigare i Bergkulla och tog upp en del av nuvarande Bergkullavägen. Namnet är ett konstruerat gruppnamn och har att göra med områdena i omgivningen till exempel Solkulla och Grönkulla.[källa behövs]

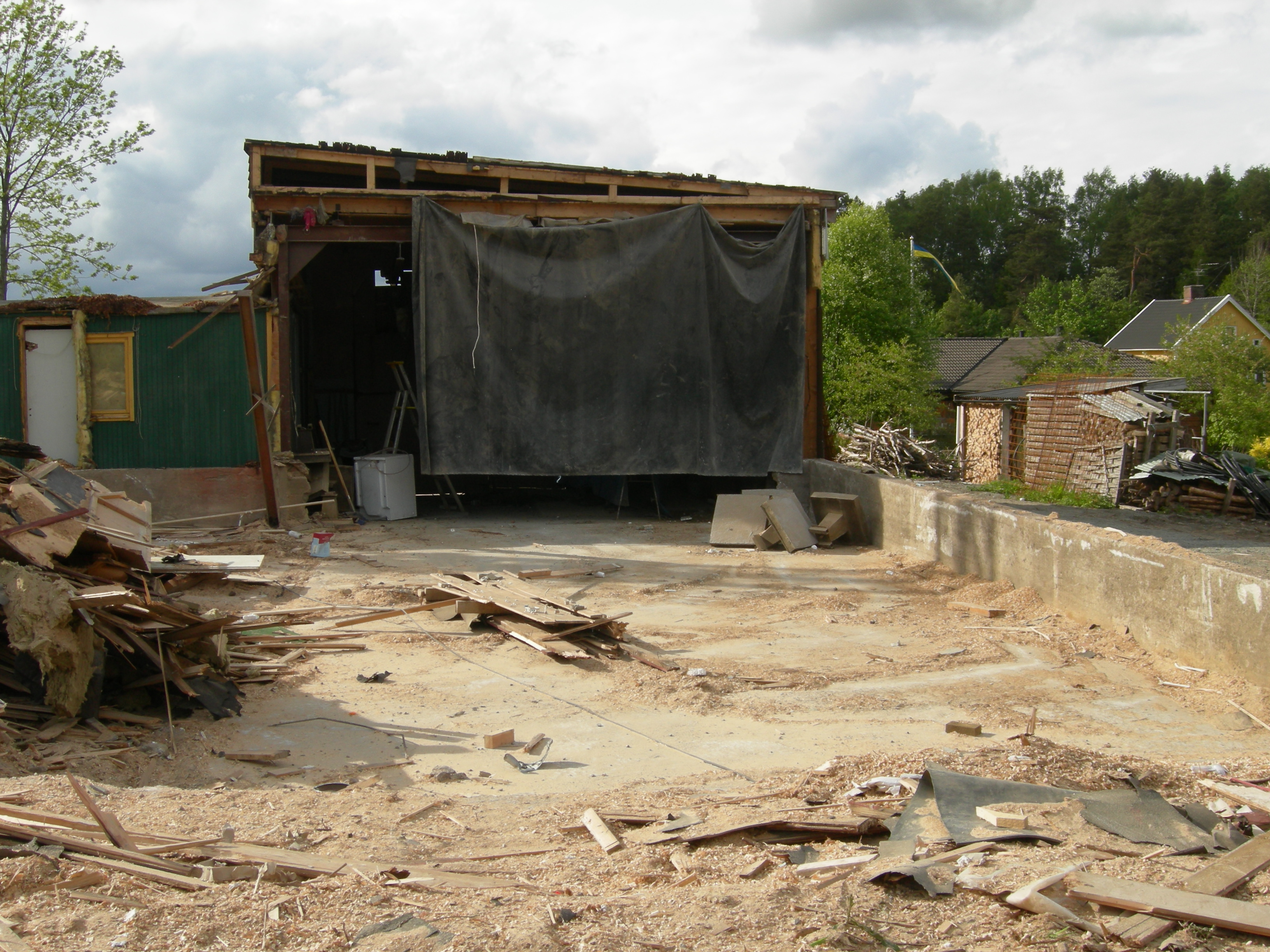
Rivning av cementfabriken i Bergkulla maj 2008.

- Björkkulla – 67 villor i västra delen av tätorten. Området är beläget på en plats vid namn Björkkullen och därav namnet. Genom området löper Björkkullavägen.[källa behövs]
- Centrum – område där de centrala delarna i Olofstorp finns som lanthandeln, skolan, förskolan, områdeskontoret, hembygdsmuseet, missionskyrkan, brandstationen, vitvaruhandeln, thairestaurangen, handelsträdgården, frisersalongen, pizzerian och filmbutiken. Genom delen löper Lerumsvägen, Bergums prästgårdsväg, Hallengårdsvägen, Olofstorps skolväg och Olofstorpsvägen.[källa behövs]
- Grönkulla ett område i västra Olofstorp med 35 villor i tegel byggda på 1970-talet. Invid området ligger Bergumsvallen en vall med två fotbollsplaner. Genom området löper Grönkullavägen. Namnet är ett konstruerat gruppnamn.[källa behövs]
- Lyckås ett område i centrala Olofstorp med 27 villor. Området ligger invid Bergums församlingshem och består mestadels av villor från 1920- och 1930-talen samt ett bostadsrättsområde byggt 2007. Även om området ligger just på en ås är namnet konstruerat. Genom området löper Lyckåsvägen.[källa behövs]
- Mellangärdet ett område i västra tätorten med 33 villor i trä byggda 1999. Genom området löper en väg med samma namn. Namnet kommer från en annan väg som tidigare låg här Mellanvägen (ändrat 1983 till Angereds mellanväg och blev senare Mellangärdet p.g.a att här också låg ett gärde.[källa behövs]
- Småkulla ett område samt en gård i östra tätorten. Området består av 28 villor varav merparten är i trä/eternit och byggda på 1920- och 1930-talet och gården Småkulla som byggdes omkring 1885–1900. Gården Småkulla brukades då av den lantbrukaren och politikern Olaus Pettersson. Där gräsmattan på bilden nedan ligger idag låg en gång ett stort jordbruksfält tillhörande gården Småkulla. Genom området löper Småkullavägen, tidigare Småkullevägen.[källa behövs] Småkulla

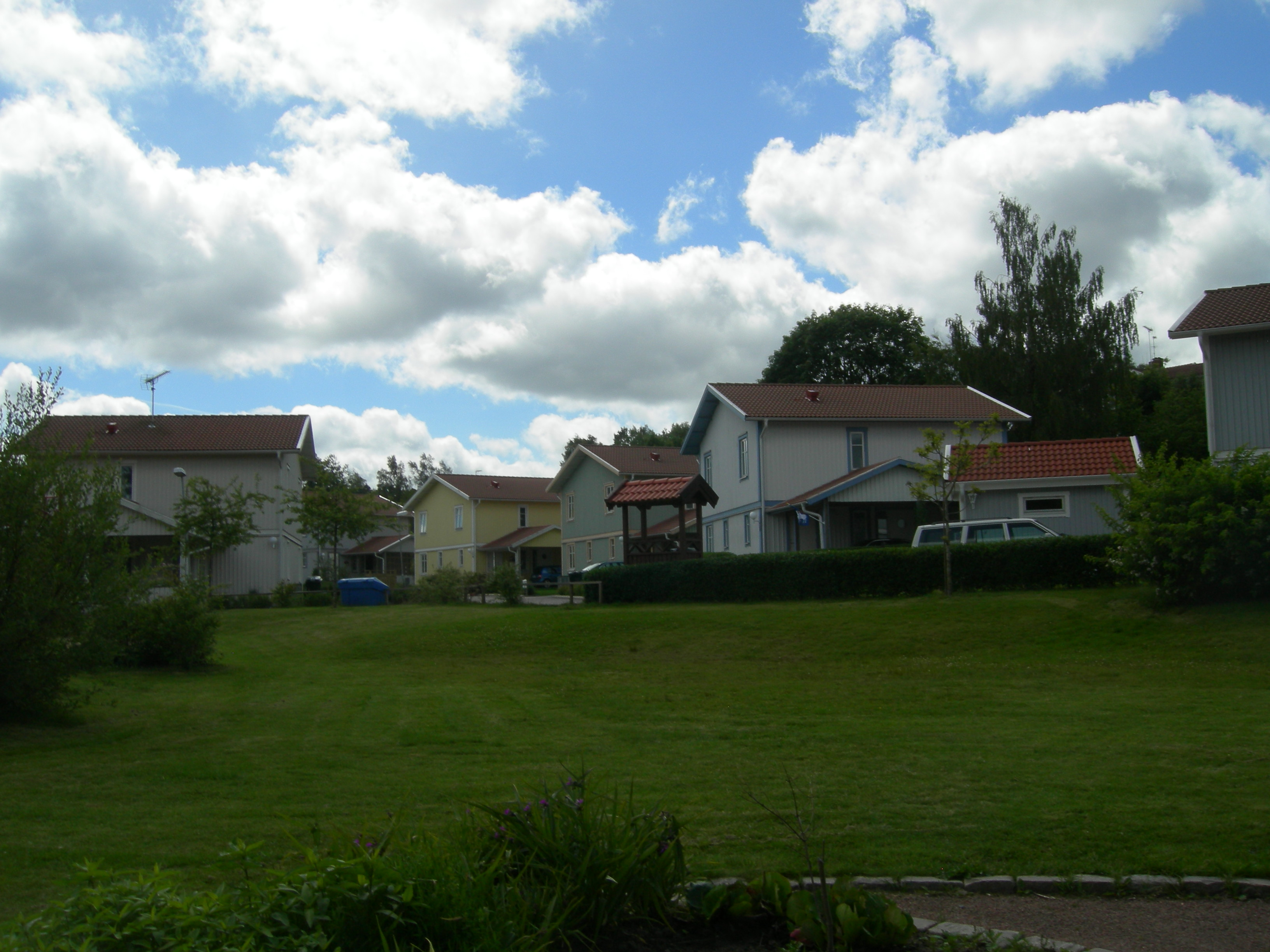
Småkulla

- Solkulla, ett område i södra delen av tätorten som består av nitton villor varav åtta är i tegel och byggda på 1970-talet, två är i trä och byggda på 1930-talet, resten i trä och byggda på 1980-talet och senare. Genom området löper Solkullavägen. Namnet är konstruerat.[källa behövs]
- Solsäter ett område i centrala tätorten med 43 villor varav två är i trä och från 1920 och 1930-talet, 13 i trä och från mitten av 2000-talet och resten i trä/sten och relativt nybyggda. Namnet kommer från en gård med samma namn som ligger i området bredvid Bergums prästgård. Innan 2006 då det nya 13 villorna uppfördes fanns här ett fält tillhörande gården där nu villorna ligger. Genom området löper Solsätervägen och Lilla Solsätervägen.[källa behövs]
- Solängen ett område i västra delen av tätorten med 164 villor varav 124 är radhus i trä byggda 1993 och 59 villor i trä byggda på 2000-talet. I området finns ett äldreboende med samma namn. Innan villorna uppfördes låg här en stor äng med namnet Solängen och därav namnet. Genom området löper Högrells väg, Saras väg, Mimmis vä, Carins väg och Hallens väg.[källa behövs]
- Stjärnkulla är ett område i östra delen av tätorten med 10 villor i trä byggda på 2000-talet. Genom området löper Stjärnkullavägen. Namnet är konstruerat.[källa behövs]
- Tallkulla är ett villaområde i västra delen av tätorten. 33 st av villorna är i trä och byggda i slutet på 2000-talet och början på 2010-talet, och många är bara planerade och inte färdigställda. Namnet är konstruerat och har inget att göra med anknytningen i närheten. Genom området löper vägarna Ströms väg, Ströms vinkelväg, Oskarsbergsvägen, Hallmans väg och Rastestället.[källa behövs]
- Älsjön och Iglatjärnen är ett område med 310 villor varav merparten är sommarstugor i trä från 1940- och 1950-talet ombyggda till permanentbostäder[källa behövs]. År 1990 räknade SCB en del av området som småort med namnet Iglatjärnet och småortskod S4541. Småorten räknade 50 invånare på 7 hektar.

## Kända personer

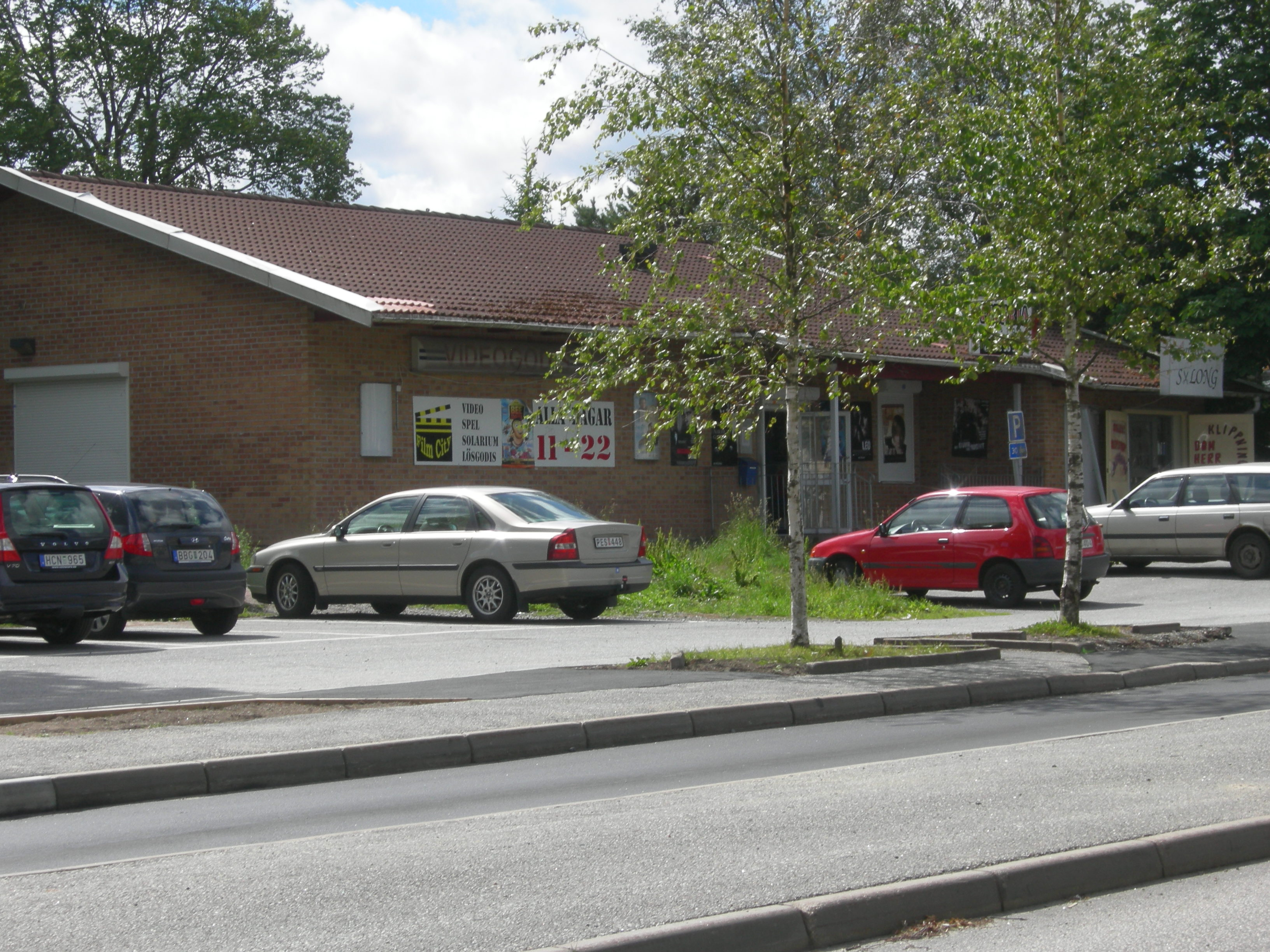
Olofstorps centrum.

- Camilla Ceder